# Q (Zvjezdane staze)
Q je lik i ime vrste u Zvjezdanim stazama. Pojavljuje se u serijama Nova generacija, Deep Space Nine, Voyager, Lower Decks i Picard. Najpoznatijeg Q-a tumači John de Lancie. Q je izvandimenzijsko biće nepoznatog podrijetla koje posjeduje nemjerljivu moć nad vremenom, prostorom, zakonima fizike i samom stvarnošću, koju je sposobno mijenjati je po želji. Unatoč svojemu golemom znanju i iskustvu koje obuhvaća nebrojene eone, Q se ne libi šala za svoju osobnu zabavu, za makijavelističke ili manipulativne svrhe, ili za dokazivanje. 
Ime Q odnosi se na sve muške i ženske likove, koji se jedni drugima obraćaju s Q, na ime njihove vrste i na sam Q-kontinuum – alternativnu dimenziju kojoj mogu pristupiti samo Q i njihovi pozvani gosti. Prava priroda entiteta izvan je shvaćanja "nižih bića" kao što su ljudi, stoga se ljudima pokazuje samo na način koji oni mogu razumjeti, na primjer kao trošna benzinska stanica usred ničega. 
Q je postao povremen lik s izraženim komično-dramatičnim odnosom s Jean-Lucom Picardom počevši s pilot-epizodom Encounter at Farpoint Nove generacije. Predstavlja glavnog antagonista kroz Novu generaciju, igrajući ključnu ulogu i u prvoj i u posljednjoj epizodi. Q je u početku predstavljen kao kozmička sila koja prosuđuje čovječanstvo kako bi vidjela postaje li ono prijetnja svemiru, ali kako se serija razvija njegova se uloga sve više pretvara u ulogu učitelja za Picarda i ljudski rod općenito – iako često na naizgled destruktivne načine, u svrhu vlastite zabave. U epizodi Deja Q i u Voyageru Q se pojavljuje tražeći pomoć.

## Zanimljivosti
Gene Roddenberry izabrao je za ime lika slovo Q u čast svoje prijateljice Janet Quarton.
O životu kao Q saznajte se u dijalogu iz Voyagera:
Quinn: Na početku nove ere, život kao Q bio je stalan dijalog o otkrićima, problemima i humoru iz cijelog svemira, a pogledajte ih sada. Poslušajte njihov dijalog.
Tuvok: Bojim se da ih ne čujem.
Quinn: Zato što je sve već rečeno. Svatko je sve čuo, sve vidio; jedni s drugima nisu nisu morali razgovarati već deset tisućljeća. Nema se više što reći.

## Vanjske poveznice
- Q na IMDb.com